# Лимона, Жозеп
Жозеп Лимона-и-Бругера (кат. Josep Llimona i Bruguera; 8 апреля 1864, Барселона — 27 февраля 1934, там же) — испанский каталонский скульптор.

## Биография
Художественное образование получил в Escola de la Llotja в Барселоне. Получив грант, завершал учёбу в Риме с 1880 по 1884 годы. Во время учёбы в Риме создал модель конного памятника графу Рамону Беренгеру III, позже установленного в Барселоне. Эта работа скульптора была удостоена высшей награды международного жюри за скульптуру — золотой медалью на Всемирной выставке (1888).
Вернувшись на родину, стал убеждённым сторонником и членом движения каталонского модерна. Совместно со своим братом, Жуаном, основал Ассоциацию каталонских художников святого Луки.

## Творчество

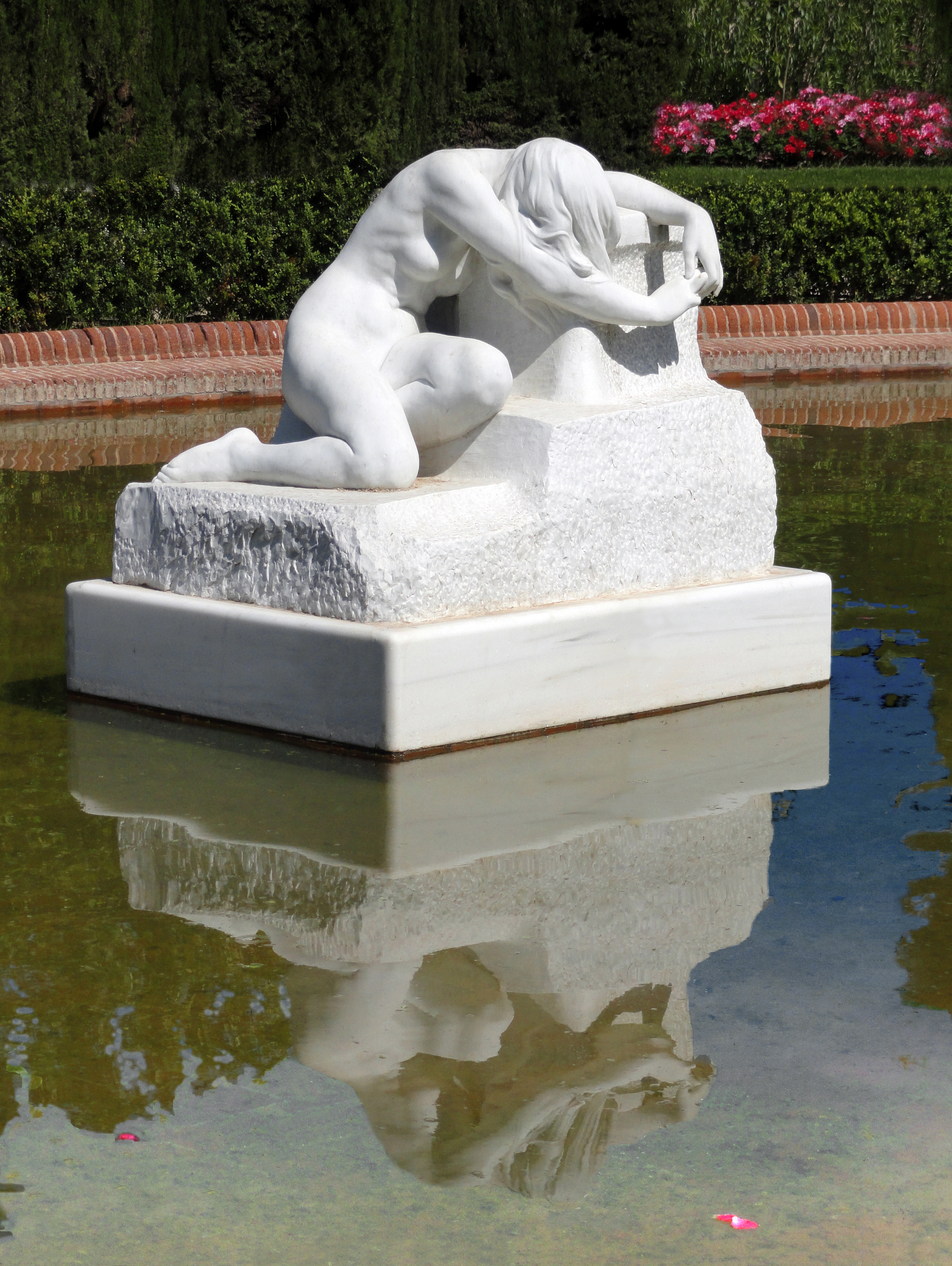
Скульптура «Отчаяние», Парк Сьютаделья, Барселона

В начале творчества первые работы мастера были в стиле академизма, но после пребывания в Париже, под влиянием Огюста Родена, он стал сторонником модернизма.
Автор более 100 работ, среди которых преимущественно обнаженные женские фигуры, в том числе женские фигуры в тунике (1895—1909) и религиозные образы (в частности, в 1909—1913).
Выполнил много заказов на создание надгробных скульптур, а также несколько государственных памятников. В 1907 году за скульптуру «Отчаяние» был удостоен почётного приза на 5-й Международной художественной выставке в Барселоне.
Его работы выставлялись на международных выставках в Мадриде, Брюсселе, Париже и Буэнос-Айресе. Как и большинство каталонских мастеров, выполнял много заказов для стран Южной Америки.
Его работы ныне хранятся в Национальном музее искусства Каталонии (MNAC) в Барселоне.

## Избранные работы
- Фриз на Триумфальной арке в Барселоне (1888)
- Конная статуя Рамона Беренгера III, графа Барселоны (1888, в бронзе с 1950)
- Восемь барельефов для памятника Христофору Колумбу в Барселоне
- Скульптура «Отчаяние» (1907, Национальный музей искусства Каталонии)[7]
- Скульптурная группа памятника героям 1808 года (1929).

Храм Христа - Барселонский собор
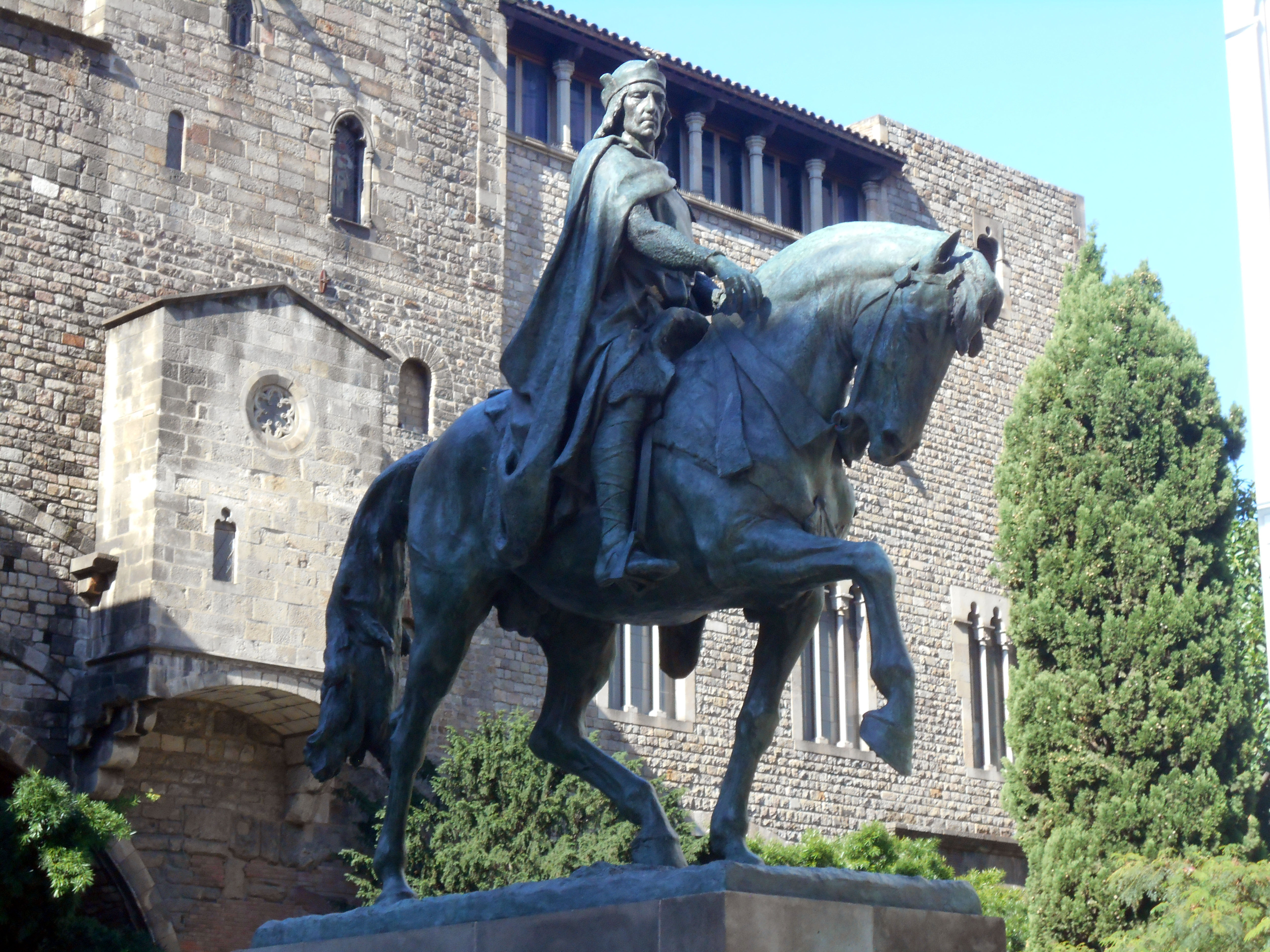
Памятник Рамону Беренгеру III, графу Барселоны
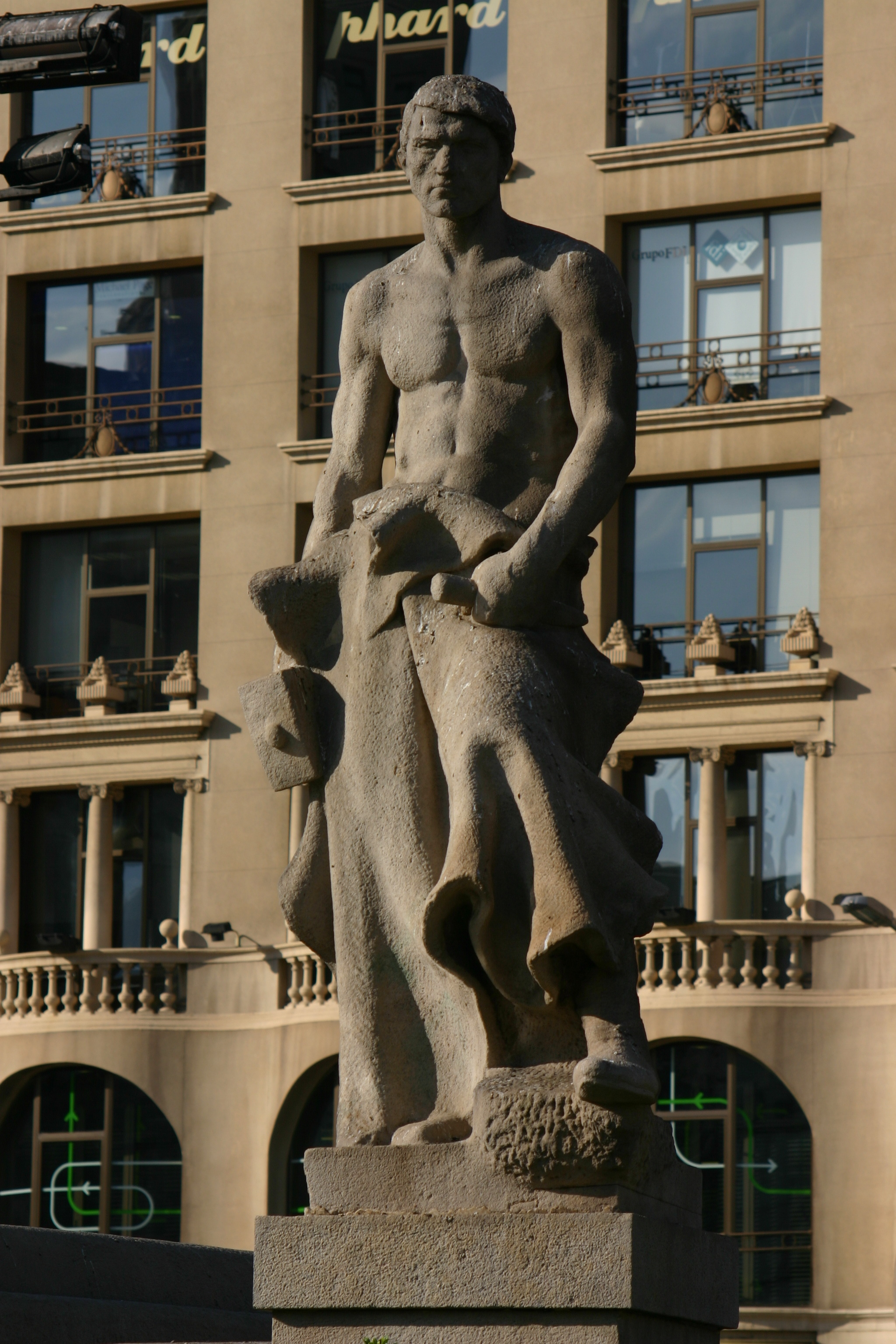
Кузнец на Пласа-де-Каталунья в Барселоне
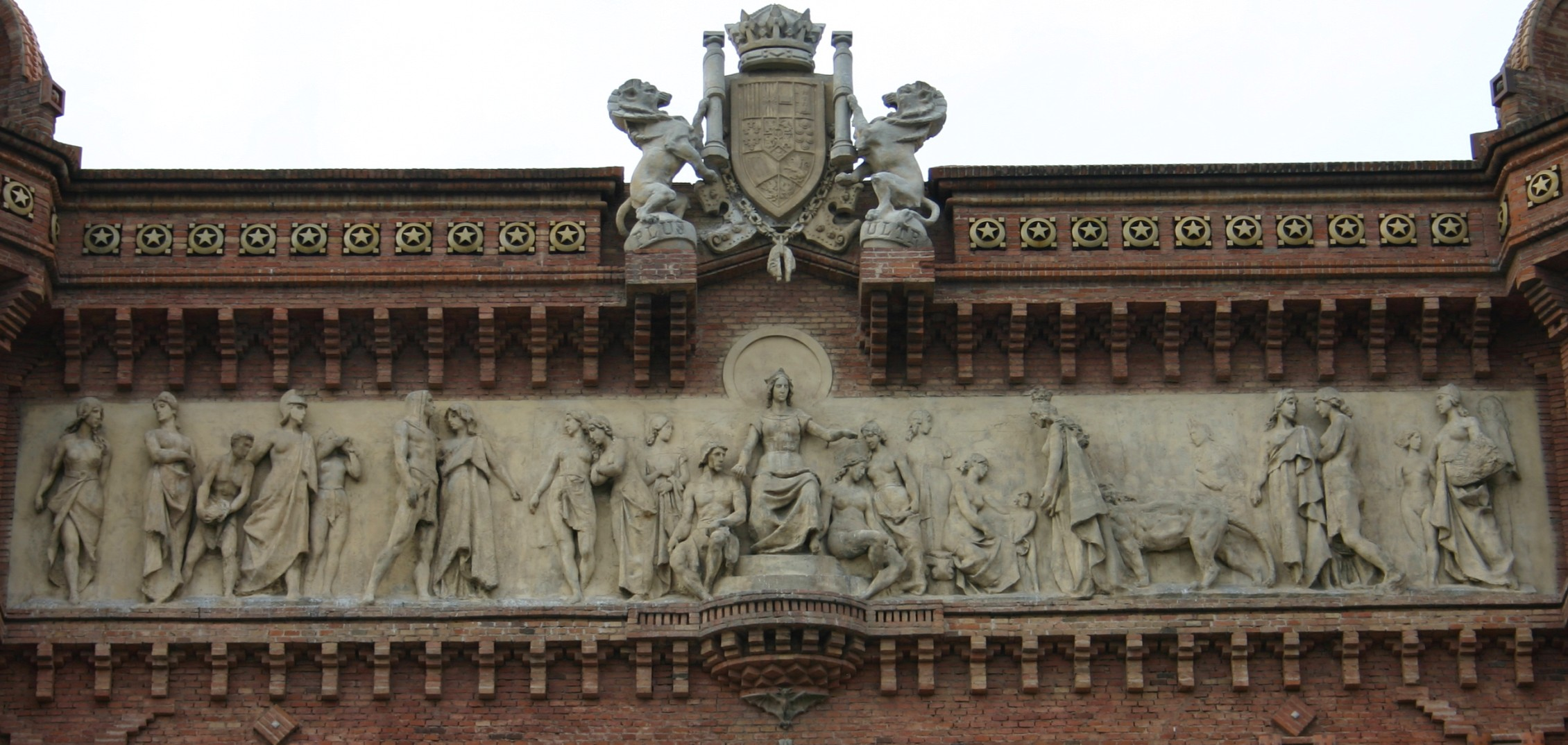
Фриз на Триумфальной арке в Барселоне (1888)
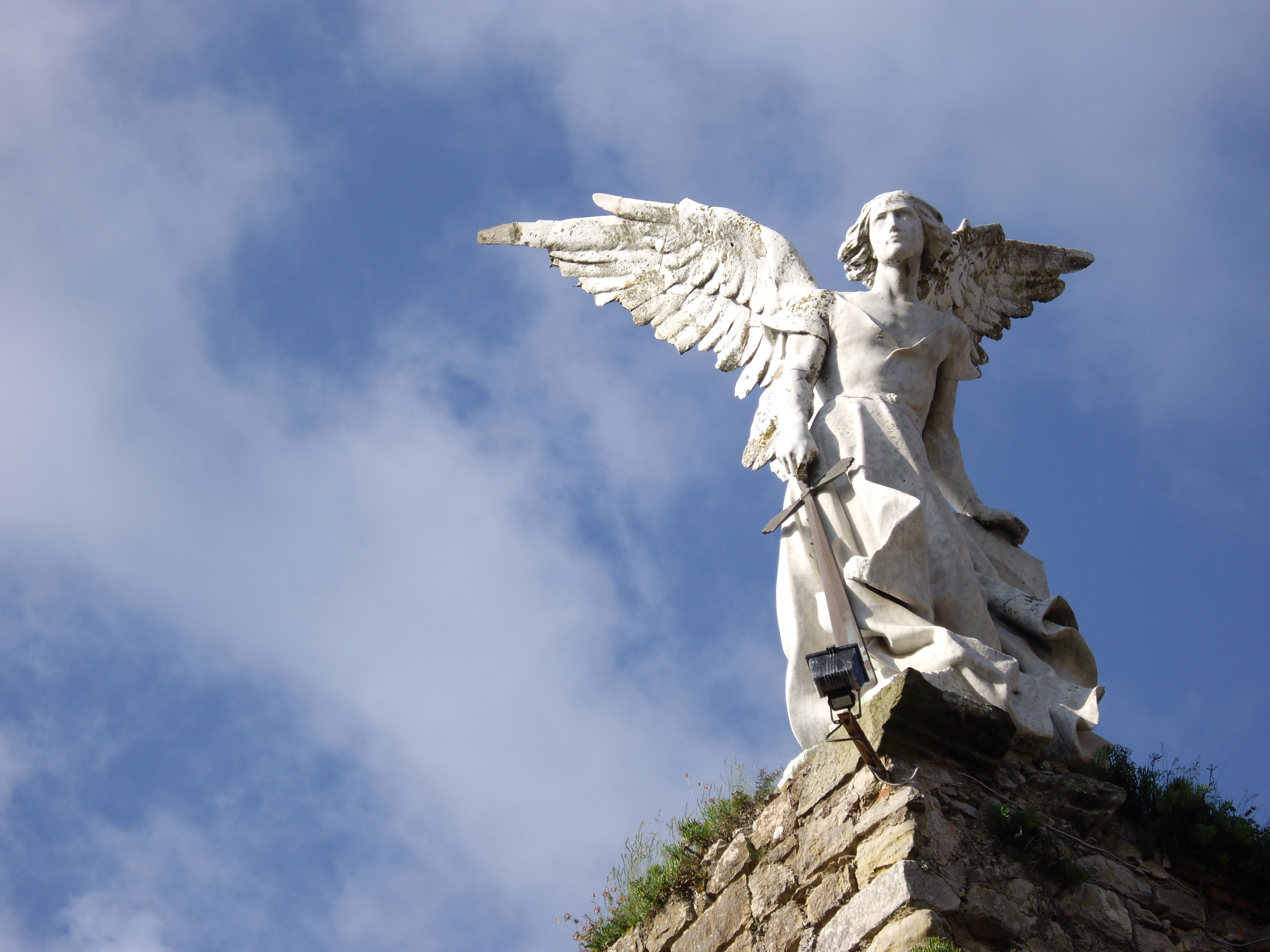
Ангел-хранитель на кладбище Комильяса